# 奢侈税
奢侈税または贅沢税（しゃしぜい、ぜいたくぜい、英：Luxury tax）は、贅沢品（奢侈品）とみなされる物品や消費に対して賦課される租税（間接税）の総称。一般に租税原則における公平性の観点から、経済･社会や消費態様からみて贅沢とみなされる物品やサービスを消費できる担税力を根拠とする。
日本ではかつて奢侈税とみなされていた物品税があったが、消費税（付加価値税）へ移行することによって廃止された。なお、奢侈税と付加価値税（VAT）は排他関係にはなく、インドネシアのように付加価値税（PPn）と奢侈税（PPnBM）が並立している事例もある。